# Історія церкви Вільхівки (Рожнятівський район)

## Історія

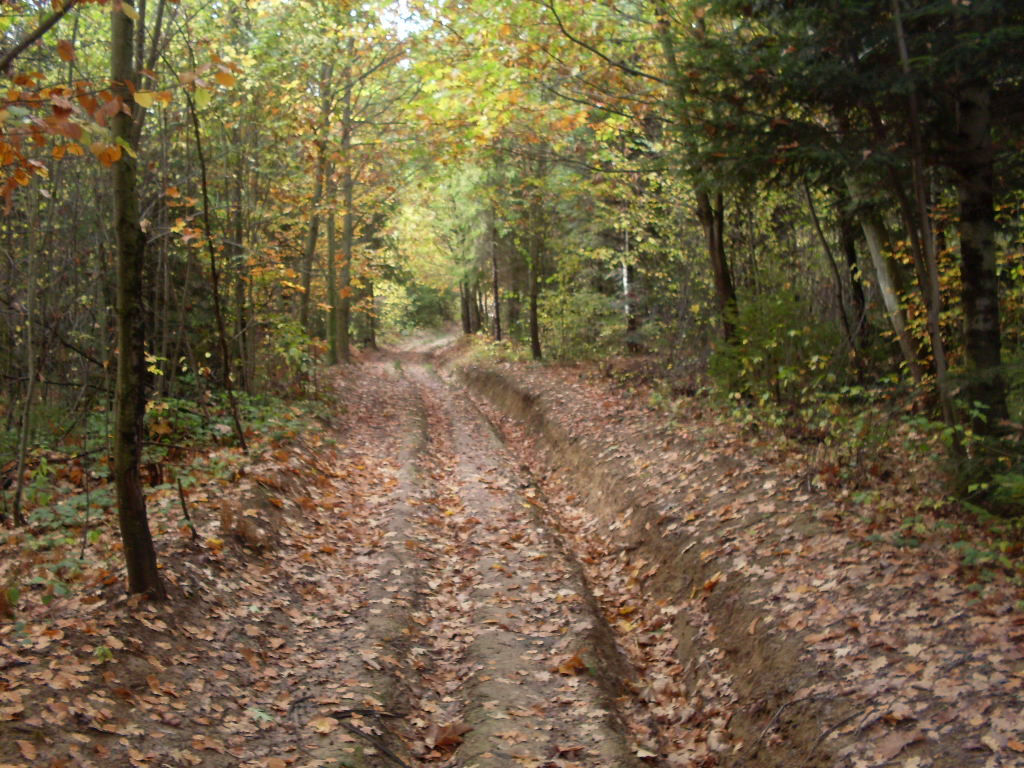
Лісова дорога біля села

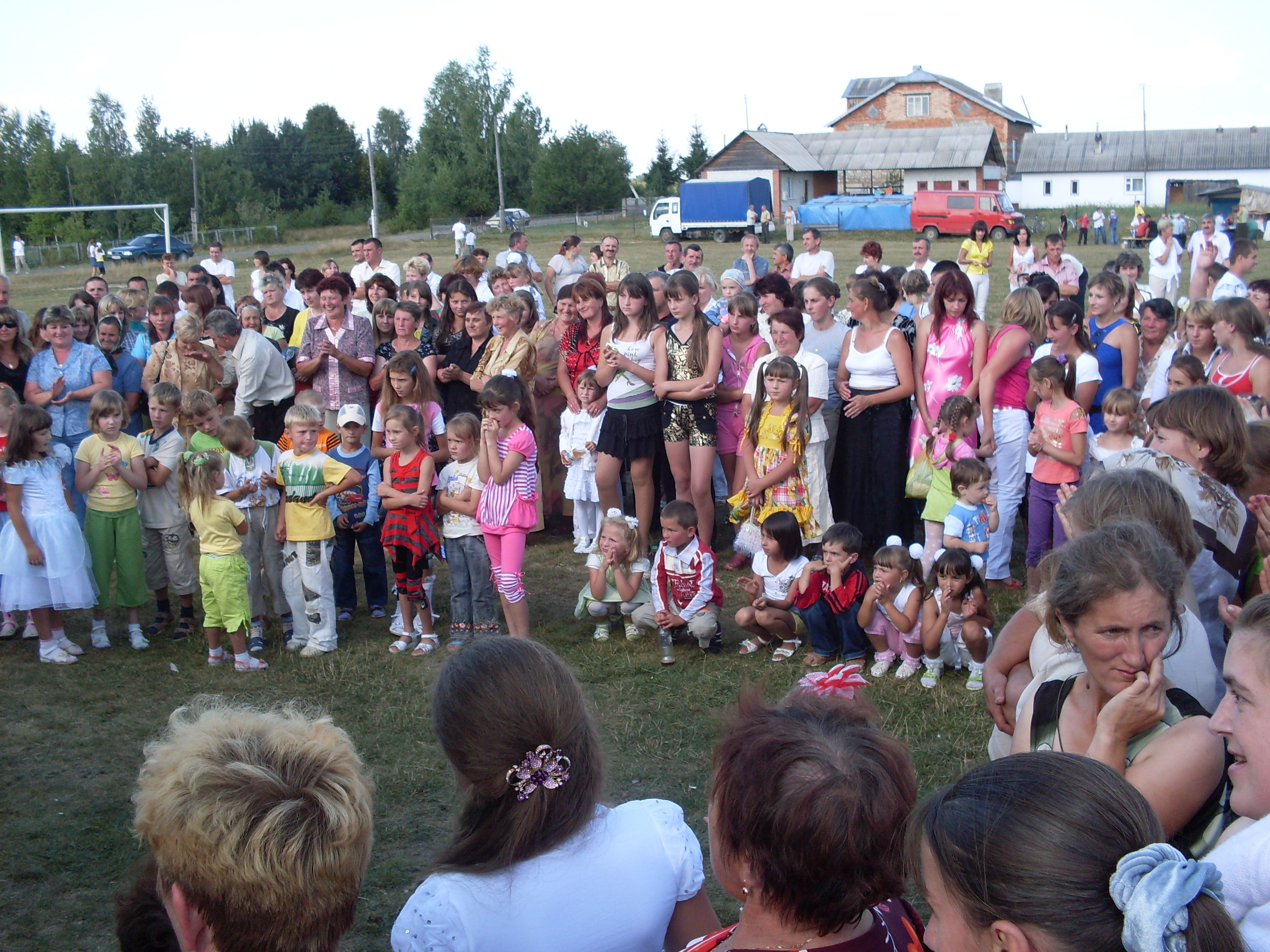
На святкування Дня села, серпень 2009 року

Після смерті єпископа Олександра Балабана[джерело?] в 1638 році польський король Владислав IV передав королівське село Перегінське королівському підчашому Станіславові Яблонському. 1660 року Яблонський мав тут уже «двір» із п'яти кімнат, два будинки, «браму», фільварок із будинком і пекарнею. З часом Яблонський просить у пана ще ряд сіл, серед яких були врови (так називалося село раніше). Перша згадка про цю подію датується 1672 роком. Отже, село з'явилося наприкінці XVII ст., хоча не заперечується, що воно виникло набагато раніше.
Але існує інша назва села — «Вільхівка» (Olchowka, Ольховці). Називається так тому, що на тому місці, де зараз розташовується село, раніше росло багато вільх. І це більше відповідає дійсності для цілого села, бо «Врови», можливо, називалась якась околиця села (так, як тепер є «Рубань», «Солонець»).
Усі навколишні села мусили платити податки і відробляти панщину. Тут продовжувався спір між родом шляхтичів Яблоновських та єпископатом ГКЦ за земельні володіння. Якийсь час шляхтичі Яблоновські володіли цими землями і експлуатували селян, а селяни чинили спротив, і ця боротьба набувала масового характеру. Селяни відмовлялися виконувати феодальні повинності, що з дня на день зростали і дедалі активніше чинили збройні напади на представників місцевої влади та на жовнірів.
За єпископа Йосифа Шумлянського (1667—1708 рр.) почався другий етап боротьби за володіння Яблоновського. За посередництвом польського короля Яна III Собеського владиці Йосифові вдалося відібрати частину земель в шляхтича Яблоновського, що коштувало йому, крім королівської допомоги, ще й 70 тисяч тодішніх польських злотих.
Проте конфронтація між шляхтичами та місцевими селянами продовжувалась ще довгий час. Серед населення виникали бунти. Для їх приборкання залучалось військо, яке завдавало чималої кривди селянам та шкоди земельним угіддям. 1698 року польський король Август II Фрідріх видав спеціальну грамоту про права та панщинні повинності мешканців, якою остаточно закріпив за ними статус кріпаків. Проте селяни не мирилися зі своїм соціальним становищем, бунти продовжувались…
Внаслідок загарбання Галичини Австрією (1772 р.) відбулась зміна адміністративного поділу. Землі басейну р. Лімниця (наше село також) входять до складу округи (циркулу). Пізніше відбувається ще один поділ Галичини на повіти, який з невеликими змінами протримався до другої Світової війни. Наш край відійшов до складу Долинського повіту.
Внаслідок того поділу почало формуватись нове село. Люди почали будувати хати на теперішньому місці, де є село.

### Виникнення села
Одні з перших хат, які з'явилися в новому селі, були хати таких родин, як: Андрія і Параски Стефурак (1750 р.н.), Іллі Ріпея (1723) і батьків Федора Бойка (1861 р.н.). Все це було в 1777 році. 11 а той час була панщина і селяни повинні були працювати на панів. Батьки переховували своїх дітей, бо інакше вони повинні відпрацьовувати і за них. Навіть якби хтось і помер в родині, то мусили робити за померлого до того часу, доки не пройде «ревізія» (перепис для оподаткування). Так одного разу гуменний (наглядач панського току) гнав на тік людей-кріпаків, то малий Ілля (1771 р.н.), син Параски, біг за матір'ю, а вона, швиденько зачиняючи двері, прищепнула йому пальці. Так малий Ілля просидів біля дверей з прищемленими пальцями аж до вечора, доки повернулася мати. Незважаючи на важкі часи, люди розмножувались і хат ставало все більше. В 1780-их роках в селі нараховувалось 19 хат і було 27 сімей. Селяни вирішили побудувати храм Божий, а так як лісу було вдосталь, то вони за декілька років звели нову церкву. Церква була для віруючих двох сіл Вільхівки і Рішнятого (на місці теперішньої каплиці в урочищі «Церквищі»). І вже на свято Різдва Христового 1785 року Богослужения відбулося в новозбудованій церкві. Першим, кого хрестили в цій церкві, був хлопчик Михайло, син Григорія і Марії (26 січня 1785 р.). Ця родина проживала в будинку № 6, а в будинку № 5 проживала сім'я Григорія і Катерини Сомиш.

### Церква і перші священослужителі
Першим священиком, який слугував у церкві, був о. Василь Левицький. Він був одружений з дівчиною зі Львова, Pelagia. За час проживання в селі в них народилось четверо дітей. Найстарша Иліхесіа народилась 24 лютого 1786 року, пізніше народилися: 5 жовтня 1788 року — Марія, 14 січня 1791 року — Анні, 20 липня 1797 року Катерина. Отець душпастирював на парафії до 1798 року.
Після о. Василя 1798 року був священиком о. Михайло (прізвище невідомо). Згодом після нього прийшов інший священник, теж о. Михайло, який прослужив до 1805 року (цього священика прізвище також невідоме).
У 1794 році маємо вже нового володаря села графа Станіслава Скарбка, який мав замок у Рожнятові. Цей граф патронував нашу церкву. З документу довідуємося, що він володів селом, в якому на той час було 72 жителі. Село розросталося, і вже в 1810 році було в ньому понад 30 хат. Граф Станіслав володів Бровами приблизно до 1815 року.
Місцевого населення стосувалися панщинні обов'язки, за якими необхідно було сплачувати податки адміністрації, а також певний час відпрацьовувати.
Початково господарством маєтности керував управитель (49). У ті часи церковна адміністрація віддавала маєтність в оренду (3940). За оренду орендарі розплачувались грішми та продуктами харчування (145). Вони, намагаючись отримати максимальний дохід, кривдили селян-кріпаків, про що свідчать скарги селян до церковної влади (112, 168). У ті часи вже вели облік майна, худоби, підданих кріпаків та виконуваної ними панщини (51).
Проте церква не лише отримувала дохід від своєї маетности. Як свідчать документи, допомагала селянам у тяжкі неврожайні роки та тоді, коли вони зазнавали лиха від хижих звірів і стихійних явищ. Церква позичала і навіть безкоштовно виділяла зерно під весняний засів і для харчування.
В 1806 році маємо вже нового священика, який прийшов після о. Михайла. Ним був о. Михайло Литвинович. Коли минуло три роки відтоді, як він тут душпастирював, його дружина Сейла в лютому 1809 року народила йому сина Антона. Як виповнилося дитині 6 місяців, вона отруїлась. Помер Антон 9 серпня 1809 року. А невдовзі через рік у храмове свято Іллі 28-річна дружина о. Михайла Сейла помирає при родах, а хлопчик Іван народився хворим. Через тиждень (10 серпня 1810) помирає і він. Цього ж-таки року о. Михайло залишив Вільхівку.
Починаючи з 1811 року, до 1817 року в селі священник не проживав. Завідателем нашої церкви в цей час був священник з Перегінського о. Іван Глоджифно.
На початку 1818 року вже інший душпастир о. Иосиф Кучерок, який, прослуживши у Віільхівці два роки, в 1820 році залишає її. Повернення в наше село о. Івана Глоджифно відбулось 1820 року. Він прийшов у Вільхівку з Псрегінська і проживав в селі дев'ять років.
В 1829 році появляється нове ім'я священика, який був парохом с. Дуба — о. Дмитро Філіпович який був завідателем нашої церкви до 1835 року. За його служіння лютувала страшна хвороба холера, від якої померло багато людей різного віку.
Починаючи з 1835 року, церковним капеланом був о. Семен Янович (15. 02. 1796 р. −20. 06. 1860 р.), парох села Цінева. Він був каноніком прешіальним греко-католицького Митрополітального Капітула Львівського. І Іроживав в Ціневі (де і похований), а священичі обов'язки виконував також для вільхівчан. Капеланом був у селі до 1838 року.
На початку 1838 року є новий священнослужитель — о. Василь Гловадський, який прослужив до кінця 1839 року.
В 1839—1840 рр. в селі згоріла церква. Чому, або хто її запалив — невідомо. Можна зробити припущення, що вона згоріла внаслідок сутичок селян з панами, адже через 8 років було скасовано кріпосне право. На той час, коли згоріла церква, в селі було 55 хат і проживало 250 жителів. Хоча церкви і не було, проте деякі священики в селі проживали. Службу Божу відправляли або просто неба, або під занавісом, або, можливо в якійсь хаті. Починаючи від 1840 року, церковні треби знову виконує о. Семен до квітня 1840 року. Замість нього парохом стає о. Андрій Ковальський, який проживав у Вільхівці в будинку № 5. Його дружина Кароліна, дочка о. Івана Філіповича, народила йому сина Антонія (22 квітня 1841 року). Отець Андрій на парохії довго не був, бо вже 23 листопада цього ж таки року він залишив парохію, а в 1857 році став парохом села Дуба. І знову капеланом с. Вільхівка став о. Семен. Замість о. Семена у Вільхівку парохом послали о. Софрона Левицького. Він був одружений з дочкою о. Луки Цилевича — Анастасією. З нею мав двох дітей, які народилися за час перебування на парафії в с. Вільхівка: старша дочка Гонорія (5 жовтня 1843 р.) і молодший син Зеновій (2 червня 1845 р.). А вкінці вересня цього ж року він алишив наше село.
Після о. Софрона парафію прийняв о. ІОліан Коблевський, одружений з дочкою о. Івана Вистоботського, пароха с. Липовиці, Сабіною. Мали вони троє дітей: хлопчика Івана (16.01. 1847 р.) і дівчат: Анну(16. 10. 1849 р.) і Юліану (19. 01. 1851 p.). Двоє останніх дітей народилися вже після скасування панщини (внаслідок революції 1848 року скасовано панщину та феодальні маєтності). Однак селянство було певдоволене несправедливим вирішенням земельного питання. Основними землевласниками залишились церква і приватні особи. Почались різні спори між селянами і церквою. Отець Юліан змушений був залишити Нільхівську парафію в 1852 році. Після цього отця У селі ще два роки тривали негаразди. У той час якраз ішло будівництво нової церкви і не було ніякого священика, який би був закріплений за Нільхівською парафією. Декілька місяців у Иільхівці капеланом був парох з с. Дуба — о. Іполіт Левицький, який був Перегінським деканом. В 1853 році він посвятив місце під цвинтар (теперішній старий). В 1853 році трохи завідував церквою о. Василь Білеський, який до того був парохом (в 30-х роках) села Козаківки Долинського району. А згодом, цього ж таки року, прийшов в село священник о. Христофор Бобійкевич (1828 р. н.), який прослужив до кінця року.

### Початок побудови нової церкви
Пізніше всі негаразди втихомирились і в селі був вже новий молодий священник о. Михайло Бородайкевич (9.10.1825 р. — 9.3.1894 р.), який прийшов на початку 1854 року. Він походив із родини вчителя у Ясені — п. Йосифа Бородайкевич. У цей час вже завершувалось будівництво церкви. Церкву будували майстри з Берлогів, а ліс з Осмолоди волами возив Дмитро Стефурак. Під час накриття церкви один із майстрів упав з риштування і загинув. Першим, кого хрестили в новозбудованій церкві, був син Петра Сомиша і Софії Бойчук (Попович) — Іван. Хрестини були 6 жовтня 1857 року, а хресним батьком був майстер Семен Поташник. У 1861 році було посвячено кивот. Одружений о. Михайло був з дочкою о. Василя Бобійкевича (брата Христофора) з с. Цезлів Калуського деканату — Марією. Отець Василь помер і залишив вдовою свою дружину Анну. Марія і о. Михайло забрали п. Анну з собою у Вільхівку, де вони проживали разом в резиденції (хата № 18).
27 березня 1856 року у о. Михайла і Марії народився син Олександр, а коли йому виповнився один рік (8.04.1857 р.), на 66-му році життя померла його бабця Анна. Ще не встигла сім'я оговтатись від цього похорону, як 26 квітня 1857 року помирає і Олександр. Цього ж року у священика народжується другий син — Антон (15. 11.1857 p.). Як минуло два роки, народилась дочка Констянтина (17. 11. 1859 p.), а ще через рік (13 вересня 1860 p.), син Володимир, який, проживши лишень 16 днів, помер 29 вересня. В 1863 році мали вони Євстаха. Він також довго не жив. Вісім днів йому не вистачило, щоб справити перший день народження (помер 13 вересня 1864 p.). Роком пізніше народився в них син Тома (5 серпня 1865 p.).
За час свого перебування на парафії отець похоронив чотирьох рідних йому осіб. Після цього він служив ще п'ять років і залишив Вільхівку в 1870 році. У 1890 році він став сотрудником у с. Плауча Велика Бережанського деканату, де і помер.

### Життя парафії
В 1870 році на парафію приходить син о. Івана і Анни Філіпович — о. Юліан. (1834 р. н. ж. 1863 p.). Він був крилошанином, займав почесне місце біля владики. Був одружений з Корнелією, дочкою Анастасія і Терези Левицьких. Проживали нони у Вільхівці в резиденції (хата № 18). Коли минув рік, в них народився син Олександр. Він народився хворим 17 вересня 1871 року. Його відразу охрестили та миропомазували, і того ж дня він помер. У березні 1873 року отець залишив наше село і продовжував служіння на парафії с. Дуба. А до Вільхівки прийшов о. Теодор Павлюк, який перед тим був парохом Перегінська. За період його перебування на парафії, за його старанням і старшого провізора Дмитра Стефурака, було виготовлено перший ряд іконостасу (1874 р.), який зберігається досі. Малювання іконостасу здійснив художник Михайло Горбований. Отець Теодор перебував на парафії три роки — до 1876 року, а згодом він був вже парохом Рожнятова, де помер і похований 17.11.1902 р.
З 1876 до 1878 року в селі переслуговував о. Григорій Фанкіч. За його служіння в церкві була здійснена візитація Митрополита Иосифа Сембратовича (6 серпня (25 липня) 1876 р.); також він застрахував церкву у Тов. Дністрі.
З 1878 по 1884 рік у Вільхівці служив о. Юліан Рожанкович (1846 р. н.). Його дружиною була Емілія (1852 р. н.). Поженились вони в 1870 році, а в 1873 році та в 1876 році у них народились відповідно син Анатолій і дочка Софія. Ще двоє Дітей народились вже у нашому селі — в 1878 році Лідія та в 1880 році — Євстах.
У той час селянам було дуже важко жити. У селі проживали самі землероби (аgгісо1а). А якщо взяти порівняння оплати праці, то вона була досить низька. Так, за один день праці майстер (тесля або муляр) отримував 2 злоті, помічник майстра 1,5 злотого. А ціни на будівельні матеріали були доволі високі: 100 шт. цегли коштувало 4,5 злотого. Зарплата професора становила 2000 злотих на рік, або 7 злотих на день.
Суворою була кара за крадіж і вируб лісу (126). Так, штраф за одне зрубане дерево, діаметром 26—30 см, і заввишки 12 м, становив 224 злотих; за 1 м³ букових дров — 0,49 злотого; чи випас коня — 0,48 злотого, вівці — 0,06 злотого; за 1 м³ добутого з річки каменю — 1,02 злотого, за збір трав і лікарських рослин — 0,08 злотого.
Один рік (1885—1886) прослужив у Вільхівці 52-річний о. Іван Волявський. У 1886—1890 рр. — О. Андрій Гриб, який народився 1855 року, одружився 1882 року і, отримавши свячення, через чотири роки став парохом у Вільхівці, в якій на гой час проживало 422 жителі і Решнятому — 530. У його користуванні було 10 моргів орного поля, 15 сіножаті і 15 моргів лісової смуги. Він був членом товариства Св. Апостолів Петра і Павла у Львові. Парохом в селі о. Андрій був всього чотири роки. У 1890 році померла його дружина і 35-ріний о. Андрій, залишившись вдівцем, перейшов на іншу парафію до Миколаєва, що у Львівській області, а у 1905 році парох перейшов до Бродського деканату. У 1888 році в церкві був чоловік, який відповідав за порядок на цвинтарі, видавав посмертні картки і називався «завідатель умерших». Ним був Юрко Манів.
У 1890 році прийшов на парафію о. Созонд Медвецький, який народився 1854 року. У 1884 року оженився, отримав свячення і був направлений на парохію села Боршово і Малаковиці Городецького деканату, де прослужив до 1890 року. У цьому ж році о. Созонд стає парохом Вільхівки, в якій тоді проживало 477 жителів. А перед тим, як прийти до нашого села, померла його жінка і отець залишився із 5-річним сином, який, вирісши, вчився у гімназії. Парохом він був довгих 24 роки. Починаючи від 1901 року був членом Товариства св.- Апостолів Петра і Павла у Львові. Отець Созонд був одним із засновників спорудження пам'ятного хреста на честь 50-річчя волі (скасування панщини). Цей пам'ятник було встановлено в травні 1898 року (при в'їзді із села на Дубу). В 1905 році церкву Пророка Іллі відвідав Митрополит Андрей 11 Іептицький. Отець Созонд подарував до церкви образ Пресвятої Діви Марії з Дитятком Ісусом на руках, який зараз знаходиться в святилищі за престолом на стіні. Образ було подаровано на честь його довгого душпастирства на парафії та ні успішне закінчення навчання сина. А невдовзі Син помер. Отець Созонд важко переносить смерть єдиного сина. Більшість часу щодня він проводить на могилі, так що сусідам доводилось силою відводити його додому. І в 1914 році він залишає Вільхівку, в якій проживало 666 мирян, а замість нього парохом прийшов о. Петро (тернюк (1880 р. н.). він зложив іспит зрілості у Львівській академічній гімназії, а в 1906 році закінчив Семінарію. В 1907 році о. Петро отримав єрейські свячення. На той час в селі проживало 9 жидів, які говорили польською мовою.
А 3 серпня 1914 року ранком церковний дзвін сповістив населення Галичини про початок світової війни і загальну мобілізацію. На війну брали чоловіків віком від 20 до 45 років. Людей везли фірами до залізничної станції у Креховичах, а далі поїздами відправляли на фронт. Російська армія наступала швидко… У довколишніх селах австрійського війська не було, а «посторункова» жандармерія була малочисельна. Вона обмежувалась арештами місцевої інтелігенції: священників, учителів, лікарів. Фронт швидко наближався до наших околиць. 10 вересня 1914 року австрійська жандармерія покинула село і по селах почала з'являтись російська розвідка.
У 1915 році по селах лютував плямистий тиф. Багато людей повмирало. У лютому 1915 року австрійські війська пішли в наступ. Відбувся бій. По селах згоріло багато хат, загинуло чимало населення і військових. Але наступ не вдався. Австрійська армія змушена була відійти до Рожнятова і відступити. Російські війська знову повернулися. Навесні 1915 року почався новий наступ австрійців, з'явились підрозділи тирольських стрільців. Проте боїв не було, бо росіяни відступили.
В австрійському війську служило багато наших земляків. Це були брати Стефураки -Федір, Іван і Дмитро; Кучери — Йосиф, Федір і Юрко; Бойчук Іван Михайлович, Манів Василь (Панько), Манів Дмитро (Пердика), Манів Микола (Гринів). Стефурак Дмитро, що дослужився до командувача австрійського війська. В 1915 році в селі писарем був Михайло Косі в. Існує одна з легенд про бій російських військ з австрійськими. Було так, що коли дзвони і церкві дзвонять на Службу Божу, бій припинявся. Всі солдати разом йшли купатися в річку, а як служба закінчувалася, то бій знову продовжувався. Вони нап'ються рому і Одурманені алкоголем йшли один на одного «на Штик» і так різалися. Від такої битви в селі залишилась місцевість, де вона відбулась, і це місце носить назву «Ріжник».
Під час війни о. Петро служив у Вільхівській церкві до 1916 року (пізніше у 30-х роках він був парохом у с. Гошів). А в нас до 1917 року завідателем церковним був о. Василь Дуда (І 882 р. н.) з Перегінського, який закінчив студії в 1911 році, а в 1914 році отримав свячення.
В 1917—1921 роках служив о. Андрій Кухта, який народився 1879 року, а рукоположений −1908 року. Він закінчив школу у Стрию, а в 1904 році поступив до Львівської греко-католицької духовної Семінарії, після закінчення якої був висвячений на священика і направлений сотрудником у Перегінське до того часу, доки не прийшов у Вільхівку. За ці чотири роки перебування його на парафії, про нього залишились у жителів добрі спогади. Попри те, що був священиком, він був трудолюбивою людиною. Він мав свої власні коні. Розказують, що після Служби Божої о. Андрій переодягався і йшов «фірманити». 21 січня 1919 року отцем Андрієм було обрано церковних провізорів: Ілько Тунка, Федір Атаманчук та Микола Попович. Паламарем в той час був Василь Манів, а дяком -Василь Гуцул.
В 1921 році завідателем нашої церкви стає о. Микола Лесик (1887—1976 рр.) з Ціневи, одружений з дочкою пароха Ціневи о. Володимира Сойки. Отець Микола — один з небагатьох завідателів, які були в нашій церкві два періоди. Перший раз він прослужив у Вільхівці чотири роки. Тоді він був молодою людиною. За нього в 1924 році було обрано новий склад церковних провізорів, до якого увійшли Андрій Данилів (який до того ще був скарбником хати-читальні), Федір Атаманчук (який до того був склепарем крамничним) і Михайло Бойчук. Другий раз, де перед цим він був парохом с. Дем'янів Бурштинського деканату, о. Микола повернувся в наше село через 27 років у 1952 році, маючи вже 67 років. Він був останнім священиком в нашій церкві аж до її закриття радянського владою в 1961 році.
1 Після того, як о. Микола залишив нашу Церкву в 1925 році, замість нього завідателем був 0. Ярослав Проскурницький (1883 р. н., свячення отримав 1911 р.), який прослужив не цілий рік. ()тець Ярослав був в той час парохом с. Дуба, де номер і похований. Його замінив 1925 року о. Теодор Масюк (1897 р. н., рукоположений 1925 р), який прослужив тут кілька місяців цього і до Кінця 1926 року. Отець Теодор замінив склад Церковних провізорів (17 листопада 1926 року). Ними стали: Дмитро Зизда, Іван Атаманчук. Вони разом з о. Теодором вирішили закупити бляху і Перекрити церкву, що і зробили пізніше. У 1926 році в селі проживало 503 жителі.
А на початку 1927 року в селі був інший душпастир — о. Іван Дорик (1901 р. н., рукоположений 1926 р.), який родом був із Поділля. У Вільхівку він прийшов з дружиною Любою і дочкою Наталкою, яка народилася незадовго до його появи в селі (дочка була близько 1926 р. н.). З його появою склад церковних провізорів не змінився, а лишень доповнився (до вже названих Дмитра Зизди та Івана Атаманчука отець ще вибрав Стефана Стефурака). Такий склад провізорів протримався до 1931 року. А в 1931 році церковними провізорами були обрані Василь Колодніцький, Андрій Данилів та Іван Атаманчук.
Про о. Івана в людей збереглися дуже добрі спогади. Він був привітною і товариською людиною, незважаючи на його священичий сан. А так, як був молодим, то і товаришував часто з молодими хлопцями і дівчатами. Отець Дорик поофірував гроші на придбання дзвону до дзвіниці, який було придбано влітку 1928 року. Коштував дзвін 487,40 злотих. Дзвін назвали «Андрій», а в 1941 році його забрали німці.
А найкраща пам'ятка, яку отець Іван залишив після себе і яка збереглася досі — це побудований за його сприяння будинок «Просвіти» (теперішній клуб), збудований у 1929—1932 роках. Зокрема він дав дубові дошки на цю будову і також багато спричинився допомогою грошима разом із євреєм Берешом Цалер (власник «шашличної» в селі). Отець Іван перебував у селі до 1934 року. Через незгоди в селі він залишив Вільхівку і виїхав до Львова. Отець Іван Дорик був дуже великим політичним діячем і патріотом нашої держави. Через непорозуміння його було вбито у Львові, однак пізніше знищили того чоловіка, який вбив о. Івана. Ось така трагічна доля отця Івана Дорика. Після того, як о. Іван залишив наше село, і завідателем був о. Володимир Рижевський (1903 р. н., рукоположений 1929 р.) з І (('рейнського, який до того був парохом в Лецівці (1032 р.). У Вільхівці він прибув до кінця 1934 року. А згодом в 1935 році сюди направили о. Миколу Дичковського (1894 р. н., рукоположений 1923 р.) з Перегінська. Родом о. Микола був з села Заздрість Тернопільської області, родич митрополита Йосифа Сліпого (?) по лінії Дичковських. Одружений був з дівчиною з родини Попович (Богородчанський район). У них народилось четверо дітей: Віра, Зенко, Лідія та Орест.
Спочатку о. Микола був парохом в Перегінську, а також був зайнятий у школі в Перегінську, але по причині хвороби і перенесеної в результаті операції, йому було важко співати (а піп був дуже мелодійний) і отець змушений був залишити парафію в Перегінську, де йому кожен день треба було відправляти Богослужіння і інші треби. До Вільхівки з сім'єю пароха переїхала і мама дружини, в якої на той час помер чоловік, а інших дітей у п. Марії не було. Отець Микола запросив у Вільхівку дяка Сергія Білого, який відзначався великою строгістю і завдяки цьому багато чого навчив наших людей.
Під час душпастирювання о. Миколи у Вільхівці в 1939 році був даний дозвіл на випас худоби протягом місяця (з 5 травня по 5 червня) на парафіяльному пасовищі в обмін на молочні продукти.
В 1941 році за сприяння священика та станичного (Микола Проць) було висипано могилу Січовим стрільцям. Велику участь у цьому брали Михайло Стефурак с. Федора та син священика Зенко. Також із документів довідуємось, що в 1941 році о. Микола робив ревізію в церкві (на той час в архіві було зареєстровано аж 45 архівних книг). Деякі з цих книг Орест Дичковський сховав під час війни під куполом церкви.
Перед приходом радянських військ у 1943 році о. Микола з родиною виїхав до Німеччини. Але по дорозі молодший син Орест утік від батьків і повернувся в село, де проживав зі своєю бабцею, яка померла і похована у Вільхівці. Старший син отця Зенко в роки війни поступив на військову службу в дивізію СС «Галичина». Батьки переживали за долю своїх синів. У скорім часі о. Микола помер, і похований у Німеччині. А їмость, дізнавшись уже після війни, що її молодший син залишився живий, пішла в монастир і там служила Богу до кінця свого життя.
Фото дичковської родини. На початку 1944 року в село прийшов інший священник — о. Іван Дурбак, який був одружений у Перегінську. Єрейське свячення отримав у Гошеві. Він належав до завзятих громадських діячів. Мав багато світлин, на яких був зафіксований із різними політичними особами, через що його викрили енкаведисти. У селі він пробув чотири роки і помер при загадкових обставинах. Існує декілька версій його смерті. Одна з яких така, що 4 вересня 1948 року о. Іван дав шлюб Михайлу і Ользі Зиздам (теперішньому паламареві), а на другий день, в понеділок, його арештували і по дорозі до Станіслава вбили. Інша версія така, що його за зв'язок з партизанами вивезли до Львова і там разом з дружиною він помер.
Після арешту радянською владою о. Івана в село був посланий «свій» священник, який був енкаведистом. У той час на наших теренах вже існувало православ'я. Тим священиком був о. Могила. На Службу Божу завжди ходив з револьвером, з яким ніколи не розлучався. Проживав отець в Перегінську, а на відправи Богослужінь по нього мусіли їздити жителі села. За його перебування завідателем в нашій церкві проживав дуже добрий дяк п. Василь Хомишин, який був родом із с. Новоселиця Долинського повіту. Племінник Єпископа Хомишина Василь закінчив студії на священика, але не був рукоположений на священика в зв'язку з політичними подіями в державі. У свою чергу, він був дуже хорошою людиною і гарним дяком-регентом. За час перебування в селі він дуже добре навчив співати церковний хор. Пізніше хористи ходили по сусідніх парохіях співати Літургію в храмові дні до інших церков.

Але коли Могила узнав, що Хомишин племінником Єпископа Хомишина, то почав дуже знущатися над ним. Забирав у нього Богослужбові книги і виганяв з церкви, у ризах йшов до нього у 1 і'«11» і не дозволяв співати. А пізніше взагалі заборонив йому навіть ставати на церковне подвір'я, так що Хомишин змушений був залишити Вільхівку. Через деякий час він взяв шлюб і, проживши з дружиною до 1950 року, помер від «пороку серця». Таке «служіння» Могила проводив у Вільхівці до 1952 року. Він служив не Богові, а НКВД.
В 1952 році повернувся о. Микола Лесик з Ціневи. При отці Миколі в церкві було аж три дяки: два із Ціневи (Богдан Марків, тепер священник, і Юрко Рибак) та Іван Гуцул із Вільхівки. Іван був дяком і за часів переслідування, дякував разом з о. Федором.
Провізорами тоді були Микола Дмитрейчук і Гриньо Косів, який в 1952 році до церкви поофірував сигнатурку.

о. М.Лесик п. Рибак (дяк з Ціневи), ГуцулІ., сім'я Рожак В. В.

Богослужіння в церкві відправлялися до червня (четвертого числа зроблено останній запис) 1961 року. А потім радянська влада церкву закрила. Після її закриття почалося масове знищення церковного майна — знімали хрести та ікони…

### Радянський час
У часи, коли церква була закрита, в ній не дозволялось відправляти ніяких Богослужінь. Але Бог все одно не залишав своїх вірних без духовного наставника. Були священики, які приїздили в село і уділяли людям різні духовні Потреби (таємно по хатах уділяли Святі Тайни хрещення і Миропомазання, вінчали молодих, хоронили померлих). Такими священиками у свій час були: о. Федір Юрів з с. Тиси Долинського (1961—1981 рр.), о. Василь Будько (1981-I рр.) і (о. Любомир Криштофік (1983—1989 рр.) парох сіл Дуба і Цінева. Він був парохом-завідателем до часу відкриття церкви.

### Відродження
Тридцять років не виголошувалось Слово Боже у Вільхівській церкві (з 1961 по 1989 рік). Однак з перебудовчими процесами, які почались у Радянському Союзі, як на всьому Прикарпатті, так і зокрема в нашому селі почалося відродження УГКЦ. Отож, керуючись Божою волею, група ентузіастів, не боячись того, Що з ними могло трапитись, вирішила звернутись до районних та обласних чиновників, щоб дістати дозвіл на відкриття церкви. У заяві вказувалось про дозвіл служіння Святої Літургії чотири рази нарік: на Різдво, Великдень, Зіслання Святого Духа і в храмовий празник Пророка Іллі. Однак під впливом подій, що тоді відбувались у державі, зі зміною влади було отримано дозвіл на повне відкриття церкви. На той час Вільхівська святиня була дуже знищена (в ній радянська влада зробила склад). Коли церкву закривали, то всі церковні речі з неї повивозили по інших селах, а деякі люди встигли дещо забрати додому і переховували дотепер.
Багато зусиль було докладено, щоб всі ці речі повернути назад до свого рідного Храму. Особливо багато труднощів було з іконою, яку подарував о. Созонд Медвецький. Спочатку її забрали з Слободи Рівнянської і перевезли в страсний четвер 1988 року до церкви в с. Дуба, тому що наша церква тоді ще була закрита, і вільхівчани хотіли, щоб ця ікона була в цій церкві, поки відкриють Вільхівську церкву. В Дубі в церкві розпочався ремонт, і дубівчани хотіли, щоб ця ікона залишилась в них назавжди, але якраз тоді був отриманий дозвіл на відкриття нашої церкви. Люди забрали її до своєї святині і встановили на те саме місце, на якому вона перебувала в колишні часи. Багато образів було в церквах сусідніх сіл — Рівня, Слобода Рівнянська і в інших. Люди вечорами на фірах їздили по навколишніх селах по церковні речі і звозили їх в поховали по домівках. Вільхівчани продовжували боротися за своє: за правдиву Христову віру, за свободу віросповідання, за Прадідівський обряд, який існував тут споконвіку, мі ікони існує церква.
І Господь Бог ішов їм на допомогу. Почали робити ремонт святині, в якому взяли участь як старші, так і юні вільхівчани. Всі хотіли мати в селі церкву, в якій би служилась Свята Літургія. Люди бажали якнайшвидше закінчити ремонт, щоб церкві можна було відправляти Богослужіння. І ось цей день настав…
Була неділя 10 вересня 1989 року. На Відкриття церкви з'їхалось багато священників і мирян з усіх довколишніх сіл і була відслужена Соборна Служба Божа, яку очолив декан о. Ярослав Жовнірович, який мав благословення від Єпископа ординарія на освячення церкви. Після цих святкувань почалось повсякденне парафіяльне життя.
Завідателем церкви став парох із Перегінського Микола Бойчук. Старшим братом і Провізором) вибрали Атаманчука Василя Івановича (Сомищин). Старшою сестрицею була Мийник Юлія, дяком — Михайло з Перегінська. У храмове свято 1990 року (5 серпня) було наново висвячено могилу Січовим Стрільцям, яка була знищена за часів радянської влади. Згодом о. Микола взяв собі у сотрудники молодого священика о. Дмитра Халуса, родом із Перегінська. Дружина його — Люба, також родом із Перегінська.
Наприкінці 1990 року о. Микола залишив о. Дмитра парохом села. Дяком в о. Дмитра був перегінчанин Дмитро Христук, коло якого вчився молодий хлопець, в той час ще шестикласник, Роман Люльчак, син Ігора. Провізором було обрано Богдана Бігуна.
Спочатку о. Дмитро з сім'єю проживав у будинку Стефурака Івана, бо на місці колишньої резиденції радянська влада побудувала медпункт. Після вимоги громади села медпункт було перенесено в інше місце, а приміщення медпункту передано церкві. В 1992 році, після проведеного тимчасового ремонту приміщення, отець Дмитро перейшов жити в резиденцію.
Згодом на церковного провізора вибрали Ярослава Матуляка, сина Петра, а його заступником — Михайла Косіва, сина Андрія. Вони багато зробили для церкви на стадії її відродження. Під їхньою орудою було зроблено огорожу навколо старого і нового цвинтарів, у церкві зроблено райські і дияконські двері. Ярослав їздив до Воронежа (Росія), щоб звідси привезти до церкви дзвін. Побудували нову цегляну дзвіницю, на яку і був встановлений привезений дзвін. Посвячення новозбудованої дзвіниці і дзвону відбулось на храмове свято 1991 року. Дзонові дали ім'я «Ілля» на честь храмового свята І церкви. Вага цього дзвону 240 кг і коштував він 7317 рублів. Посвячення дзвону здійснили отці, які були присутні на святі, і місцевий парох о. Дмитро. На кошти Василя Ільковича було придбано тетрапод. За сприяння о. Дмитра і фундатора п. Михайла Мердуха було споруджено в урочищі «Церквищі» каплицю «Святої Трійці», посвячення якої відбулось на Зелені свята 1994 року. Також Матуляк постарав до Церкви нові патериці.
Наприкінці 1994 року провізором став Ярослав Філіпович. За стараннями о. Дмитра і п. Філіповича було завершено роботу над іконостасом, яку здійснили майстри з Івано-Франківська в 1995 році. Вартість його склала 1800 американських доларів. А пізно восени о. Дмитро залишив Вільхівську парафію і пішов на служінняВ парохію с. Сваричів.
Замість нього прийшов молодий священник, родом із с. Брошнів — отець Віталій, син Івана Семаніва і Марії. Отець Віталій народився 1 січня 1972 року. Після закінчення школи деякий час був в монастирі, а згодом пішов вчитися в Духовний Інститут у Івано-Франківську, який закінчив в 1995 році. В 1992 році одружився з Оксаною, дочкою Михайла та Софії з Гошева. 19 серпня 1995 року отримав єрейські свячення із рук Єпископа ординарія Софрона Дмитерка, ЧСВВ у Гошеві. У липні 1993 року народився син Назар, а в листопаді 1995 року — Михайло. У Вільхівській церкві першу Службу відслужив також у листопаді місяці.
За його душпастирства у Вільхівці, церковним провізором залишався Ярослав Філіпович. Палямарем був Михайло Зизда, а дяком — Роман Люльчак, який у червні 1999 року залишив Вільхівську церкву і пішов служити в сусідню парохію с. Решняте. Замість нього став дяківський колектив на чолі з Михайлом Луцівим та Петром Морисом, деригентом церковного хору була Ярослава Попович.
Ярослав Філіпович також багато зробив для церкви. Зокрема, під його орудою привели до належного стану резиденцію, завершили будівництво літньої кухні, розмалювали центральний купол церкви у квітні 2000 року. Дружина Ярослава Марія також багато причинилася працею до церкви. Під її керівництвом було зроблено до церкви багато вишивок.
Отець Віталій в березні 1996 року заснував у Віільхівці Марійську Дружину, яка була однією ІЗ перших на Рожнятівщині. Березневого недільного ранку було організовано зустріч з Марійською Дружиною м. Івано-Франківська та и керівником п. Вірою Мрічко. Відслужили Святу Літургію о. Віталій та о. Йосиф Холод, ЧСВВ. Після Служби Божої о. Йосиф посвятив юних вільхівчан в члени Марійської Дружини, яких було той час близько 15 чоловік (згодом до них Приєдналися інші діти). Після посвяти всі Присутні в церкві вперше змовили вервицю разом із гостями з області. Керівником стала вчителька її Руслана Тофан (Данилів). Марійська Дружина разом з парохом і керівником багато подорожували по відпустових місцях. Зокрема вільхівчани побували в с. Мервичі Львівської ОБЛАСТІі і, відвідали святині м. Львова, багато разів їздили на прощі до Гошева. В 1996 році були на святкуванні 400-річчя Берестейського єднання. А (ТАКОЖ були на міжнародних прощах вервиці в жовтні 1996 року і 1997 року. Їздили також до Івано-Франківська в гості до Марійської Дружини міста.
Марійська Дружина села була широко відома за межами Вільхівки. Коли зимою 1998 року по парафіях перебувала Чудотворна Ікона Зарваницької Матінки Божої, то юні вільхівчани ходили по довколишніх церквах і прославляли Матір Божу в піснях і молитвах на вервиці. Вони побували в церквах сіл Дуба, Підлісся, Дубшара, Лецівка, Цінева, Сваричів, Слобода Рівнянська і Гошів.
Також о. Віталій запровадив у церкві вівтарне братство, яке почало своє служіння у Страсну П'ятницю 25 квітня 1997 року. Першими членами братства були Василь Мор і Петро Морис, а згодом замість Василя (пішов у монахи) став Михайло Луців. У червні 1999 року членами вівтарного Братства стали Василь Атаманчук, син Романа та Віталій Атаманчук, син Миколи. Ще о. Віталій запровадив Апостольство Молитви, до якого входили старші віком жінки. За час служіння о. Віталія на парафії в селі виявились покликання до стану священств і монашого. В 1998 році 4 липня до Унівського монастиря, що на Львівщині відправився бра Василь Мор, і цього ж року на навчання до Духовного Інституту в Івано-Франківьку — Михайло Луців.
У 2000 році почали будувати каплицю на честь, ювілею 2000-річчя Різдва Христового. Фундатором будови цієї каплички став Іван Стефурак.
30 квітня 2000 року в свято Воскресіння Господнього місцевий парох провів нагородження медалями і похвальними грамотами парафіян, які Причинилися чим-небудь до церкви і служіння а також працею і офірою. Нагороджено було 50 чоловік.
А 22—23 липня 2000 року 60 жителів Вільхівки відбули прощу до с. Зарваниці, яку організували о. Віталій та п. Ірина Матуляк замовила автобус).
25 рудня 2000 року було посвячено каплицю Різдва Христового. Чин посвячення, за БЛАГОСЛОВЕННЯМ Владики Кир Софрона Мудрого, здійснив декан Перегінський о. Іван Когут із місцевим парохом о. Віталієм, о. Василем Ковалем і о. Д.Халусом ….
9 вересня 2007 року вільхівській церкві св.пророка Іллі відзначали 150 років. З цієї нагоди було відслужено архиєрейську святі Літургію яку очолив владика Володимир (Війтишин) Місцевий парох о.Віталій Семанів на урочистості також запросив священників,які служили раніше у Вільхівці.Також владика Володимир освятив новий Престіл. Вільхівськи молодіжний хор після закінчення літургії привітав всіх присутніх священників подарувавши пам'ятні подарунки.
У серпні 2013 молодіжний хор керівником якого є Тофан Руслана Володимирівна разом з о.Віталієм вперше відбули паломницьку подорож за межі України. Побували на молодіжному фестивалі (Младіфест) в Меджугорію. До цього часу хористи подорожували тільки Україною.
У травні 2015 року о.Віталій залишає вільхівську парафію на якій прослужив 20 років.Новим місцем його священичого служіння є парафія с.Раків Долинського району.
У Вільхівку Митрополит  призначає о.Михайла Луціва адміністратора церкви Собор Івана Хрестителя с.Решнятого яке належить до вільхівської сільської ради.
Прийшовши на парафію отець організовує чування кожної останньої п'ятниці місяця,де вірні моляться вервицю можуть прийняти св.Тайни Покаяння і Євхаристії а також дякувати  Ісусові в Адорації. Помолитися приходять окрім вільхівчан і інші вірні з сусідніх сіл.
19 вересня 2015 відбулася молитовна зустріч з благословення митрополита яку ще задумав о.Віталій з сестрою Ліджі. Велика кількість як для вільхівської громади (613 жителів) молилася на Літургії 1200  вірних 600 з який прийняли Євхаристію.
У січні 2016 на різдвяні свята вільхівчани радо приймали у своїй церкві гостей Харкова.
Також в січці цього року молодіжний хор побував в м. Києві де мали можливість співати Службу Божу в патріаршому соборі.
У червні 2016 року молодіжний хор з о.Михайлом та керівником п.Русланою знову побували в Меджугорію,а всередині грудня відвідали святі місця Польщі- Честохово,Краків, Вадовіце.
У грудні 2016 року на парафію був запрошений о.Ян Білецький який провів дводенні науки для вільхівчан.
У 2017 році вперше з часів незалежності України і від того часу відколи відкрита церква храмовий празник св.Пророка Іллі святкували в той самий день. З нагоди 160 років церкви і 10 років з дня заснування хору в храмовий день відслужилася архієрейська Служба Божа. Її очолив єписком помічник владика Йосафан Мощич. Владика також нагородив грамотою керівника хору Тофан Руслану і дерегента Мельник Іванну за вагомий внесок за розвиток хору.
24 серпня 2017 при в'їзді в село з сторонис. Дуба було освячено пам'ятний знак воінам УОН-УПА ініціатором якого був Попович Василь Миколайович.На зібрані кошти меценатів вдалося увіковічнити пам'ять тих хто боровся за Україну.
20 лютого 2018 року вільхівські хористи а також і парафіяни села мали паломницьку подорож  до м.Чернівці де вечором разом з владикою Йосафатом молилися на нічних чуваннях а хористи співали Літургію